# LAMP (소프트웨어 번들)

스퀴드 조합으로 나타낸, LAMP 소프트웨어 번들.

LAMP는 웹사이트나 서버 운영에 자주 같이 쓰이는 다음의 소프트웨어들의 이름을 합한 약자다:
- Linux (리눅스 운영체제);
- Apache (아파치 웹 서버);
- MySQL / MariaDB 데이터베이스 관리 시스템(데이터베이스 서버);
- PHP, Perl, 또는 Python 프로그래밍 언어.

비록 각 소프트웨어들의 개발자들은 이러한 방법으로 같이 쓰는 것만을 염두에 두고 만들지는 않았지만, 현재 저렴한 비용(모두 자유 소프트웨어) 때문에 도입 비용은 없는 것이나 마찬가지이고 관리 비용만 쉽게 구할 수 있다는 것 때문에 인기가 있다.

## 변종
전형적인 LAMP의 사용이 늘어나자, 운영 체제, 웹 서버, 데이터베이스와 소프트웨어 언어의 다른 조합으로 된 변종이 나타났다. 예를 들어 마이크로소프트 윈도우 기반의 WAMP가 있다. 아파치 대신에 IIS를 실행하는 것은 WIMP라고 부른다. 다른 운영 체제를 포함하는 변종으로는 매킨토시 기반의 MAMP, 솔라리스 기반의 SAMP, 프리BSD FreeBSD 기반의 FAMP, iSeries 기반의 iAMP를 포함한다.

## 같이 보기
- WIMP
- LYME 얼랭